# León Najnudel
León David Najnudel (Buenos Aires, 14 luglio 1941 – 22 aprile 1998) è stato un cestista, allenatore di pallacanestro e dirigente sportivo argentino.

## Carriera
Ha guidato l'Argentina ai Campionati sudamericani del 1985, dove vinse la medaglia di bronzo.

## Palmarès
- Copa del Rey: 1

Saragozza: 1984